# Conjuración de Belén
La Conjuración de Belén, o Conspiración de Belén, fue un frustrado movimiento independentista de un grupo de criollos en contra de las autoridades de la Capitanía General de Guatemala el año 1813, en la ciudad de la Nueva Guatemala de la Asunción. Debido a una traición, muchos sublevados resultaron apresados, y lograron su libertad hasta 1819 aunque nunca se hicieron efectivas las penas de exilio a África a que fueron condenados.

Otro de los objetivos de la conjuración era expulsar a los miembros del Clan Aycinena, quienes eran los criollos más adinerados de la Capitanía General y quienes se oponían a la Independencia.                        

## Antecedentes
A principios del siglo xix tanto el capitán general como el resto de las autoridades de la Capitanía General empezaron a advertir movimientos independentistas entre las élites criollas de la región -alentados por la reciente independencia de los Estados Unidos -1776- y por los principios proclamados por la Revolución Francesa en 1791- y tomaron sus precauciones para controlarlos. Los sucesos ocurridos en 1808 en España dieron pie a que iniciaran movimientos revolucionarios en América del Sur y México, lo que preocupó aún más a las autoridades locales.
El historiador guatemalteco Agustín Gómez Carrillo en su obra Estudio histórico de la América Central refiere que al dejar el mando el mariscal González Saravia en 1811, ocupó su puesto el general José de Bustamante y Guerra quien inició una época de terror entre los independentistas centroamericanos quienes a pesar de todo continuaron en sus propósitos. El escritor guatemalteco David Vela describe como fueron los días previos a la conjura: «Poco a poco iba engrosándose el grupo de patriotas, quienes juraban sobre los evangelios mantener su decisión y el secreto. A fines de octubre, ya estaba madurado el plan y acordado el golpe para la fecha de Nochebuena: Barrundia, Yúdice y otros oficiales sublevarían el Batallón del Fijo, habiendo Díaz y Dardón adelantado el soborno o la patriótica adhesión de los sargentos; Díaz y los suyos caerían sobre el alcalde y militares fieles, auxiliado por un retén atraído mediante órdenes supuestas; las puertas de las cárceles se abrirían a los próceres granadinos, concentrando luego toda la fuerza sobre el palacio para aprehender al Capítán General y al Comandante de la guardia, Coronel Lagrava. La independencia sería proclamada y expulsados los «chapetones» reacios a jurarla; Cárdenas saldría a levantar Quezaltenango y Suchitepéquez; Tot alzaría a la población indígena de Los Altos y Verapaz, donde creía contar con cinco mil adeptos; previniéndose así cualquiera ayuda tardía a Bustamante. Lento era el curso de los días, en tanto que cada quien se cautelaba del espionaje del «zonto Bustamante». Pero en una ciudad pequeña no pueden celebrarse juntas secretas: Bustamante estaba siempre sobre aviso y en esta ocasión tuvo denuncias anónimas, con detalles que hacen suponer la traición».

## Relación de hechos
Desde el 28 de octubre de 1813, y después de la elección del rector de la Real y Pontificia Universidad de San Carlos Borromeo, se habían celebrado en la celda prioral del Convento de Belén varias juntas organizadas y presididas por fray Juan Nepomuceno de la Concepción, subprior del convento; era dirigida por Tomás Ruíz. Los que allí se reunían juraban mantener en secreto lo tratado, sin embargo, es probable que leyeran una proclama de José María Morelos y discutieran la posibilidad de destituir al Capitán General de Guatemala José de Bustamante y Guerra. En noviembre hubo otra reunión en casa de Cayetano y Mariano Bedoya, hermanos menores de doña Dolores Bedoya de Molina, y cuñados de Pedro Molina Mazariegos.
El 21 de diciembre de 1813, Bustamante y Guerra, al estar enterado de que en el Convento de Belén se reunían sediciosos para intentar una sublevación, dictó un auto para que el capitán Antonio Villar del y su ayudante, Francisco Cáscara, apresaran a los religiosos de ese monasterio. En la acometida resultaron presos:
- el presbítero y doctor Tomás Ruiz Romero, y su hermano José
- los hermanos Bedoya, Cayetano y Manuel
- el teniente Joaquín Yúdice
- el sargento primero León Díaz
- Andrés Dardón
- los frailes Manuel de San José y Juan Nepomuceno de la Concepción.[4]

El capitán del Villar capturó a la mayoría de los implicados en el complot, quienes iban a ponerse de acuerdo con los insurgentes de México y él mismo, junto con el escribano Francisco Vigil instruyó el proceso contra los capturados. Cuando el alcalde primero José Antonio Aqueche tuvo duda de la competencia del capitán general José de Bustamante y Guerra en el asunto, solicitó asesoría al abogado Rafael García Goyena, quien dictaminó que la autoridad militar del capitán general no competía en el asunto.  Sin embargo, la resolución final fue comunicada por el alcalde del ayuntamiento el día 24. De ahí adelante, hasta el siguiente mes, otros involucrados resultarían apresados; así pues, ala lista de cautivos se agregaron:
- Víctor Carrillo y Benito Miquelena, frailes mercedarios
- Felipe Castro y Rafael Aranzamendi, sargentos primeros del Batallón de Milicias
- Manuel Ibarra y Juan José Alvarado, empleados
- Mariano Cárdenas, agricultor
- José Ruiz, pasante de derecho
- Manuel Tot, indígena de Verapaz; y
- Venancio López, abogado y síndico de la municipalidad.[8]

También se libró orden de captura contra el regidor José Francisco Barrundia, quien logró escapar.
El Capitán General se había percatado de la conjura por medio del teniente Yúdice, a quien se habrían sumado José de la Llana y Mariano Sánchez. Asimismo, Bustamante comisionó a su sobrino el carmelita fray Manuel de la Madre de Dios en la casa de correos, para que abriese toda correspondencia que cayera en sus manos. Hasta 1819 fue concedida la libertad de los conjurados por medio de una amnistía general.
No se sabe si existió algún plan para llevar a cabo la conjura. Una versión apunta a que los conjurados pretendían sublevarse después del disparo de un cohete a las doce de Nochebuena, y serían auxiliados por los batallones de El Fijo y de Milicias; también pondrían en libertad a los presos de la sublevación de Granada, se apoderarían de armas, dinero en cajas reales, proclamarían la independencia y desterrarian a Bustamante.

## Condenas
El 18 de septiembre de 1814, Antonio Villar -que había sido nombrado como fiscal del caso, emitió el veredicto condenatorio contra los conjurados, siendo las condenas las siguientes:
| Nombre                       | Oficio                                   | Condena                                                                         |
| ---------------------------- | ---------------------------------------- | ------------------------------------------------------------------------------- |
| José Francisco Barrundia     | Alférez de dragones                      | Pena de muerte por medio de garrote                                             |
| Joaquín Yúdice               | Regidor del Ayuntamiento                 | Pena de muerte por medio de garrote                                             |
| Presbítero Tomás Ruiz Romero | Indígena diocesano (clero secular)       | Pena de muerte por medio de garrote                                             |
| Fray Víctor Castrillo        | Fraile de la Orden de la Merced          | Pena de muerte por medio de garrote                                             |
| Fray Juan de la Concepción   | Sub-prior del convento de Belén          | Pena de horca                                                                   |
| Fray Manuel de San José      | Fraile de la Orden Betlemita             | Pena de horca                                                                   |
| León Díaz                    | Sargento veterano de Dragones y Milicias | Pena de horca                                                                   |
| Felipe Castro                | Sargento veterano de Dragones y Milicias | Pena de horca                                                                   |
| Andrés Dardón                | Ciudadano                                | Pena de horca                                                                   |
| Juan José Alvarado           | Ciudadano                                | Pena de horca                                                                   |
| Juan Fernández               | Ciudadano                                | Pena de horca                                                                   |
| Cayetano Bedoya              | Ciudadano                                | Pena de horca                                                                   |
| Manuel Ibarra                | Ciudadano                                | Pena de horca                                                                   |
| Mariano Cárdenas             | Ciudadano                                | Pena de horca                                                                   |
| Manuel Tot                   | Ciudadano indígena de la Verapaz         | Pena de horca                                                                   |
| Fray Benito Miquelena        | Fraile de la Orden de la Merced          | Destierro perpetuo de los dominios de América y diez años de presidio en África |
| Francisco Montiel            | Ciudadano                                | Ocho años de presidio en África                                                 |
| José Ruiz Romero             | Ciudadano                                | Ocho años de presidio en África                                                 |

Debido a la alcurnia de los prisioneros, varias personas influyentes consiguieron que se conmutaran las penas a prisión, por lo que pasaron los próximos cinco años en la cárcel de la Ciudad de Guatemala; finalmente el 13 de diciembre de 1819 los sindicados recibieron el indulto del delito de rebelión que envió el rey de España el 12 de mayo de 1817.
En el caso del presbítero indígena Tomás Ruiz Romero, éste sufrió períodos de incomunicación y privaciones y cuando salió libre, viajó a Chiapas donde falleció a los 47 años de edad como consecuencia de lo que sufrió en prisión. En cambio, otros prisioneros de origen criollo corrieron con mejor suerte: por ejemplo, a Joaquín Yudice le dieron un cargo en las Verapaces y a Cayetano Bedoya lo enviaron a México como portavoz de la declaración de Independencia.

## Análisis posterior
El renombrado jurista, historiador y diplomático guatemalteco Antonio Batres Jáuregui hizo la siguiente observación sobre la conjuración de Belén: 
"«fueron solo fuegos fatuos que cruzaron por la noche de la colonia, asuntando a la gente supersticiosa.  Estaba muy mal fraguada la conspiración del año 1813, y carecía de recursos.  No hizo otra cosa sino provocar un escándalo jurídico».